# 작은 집 운동

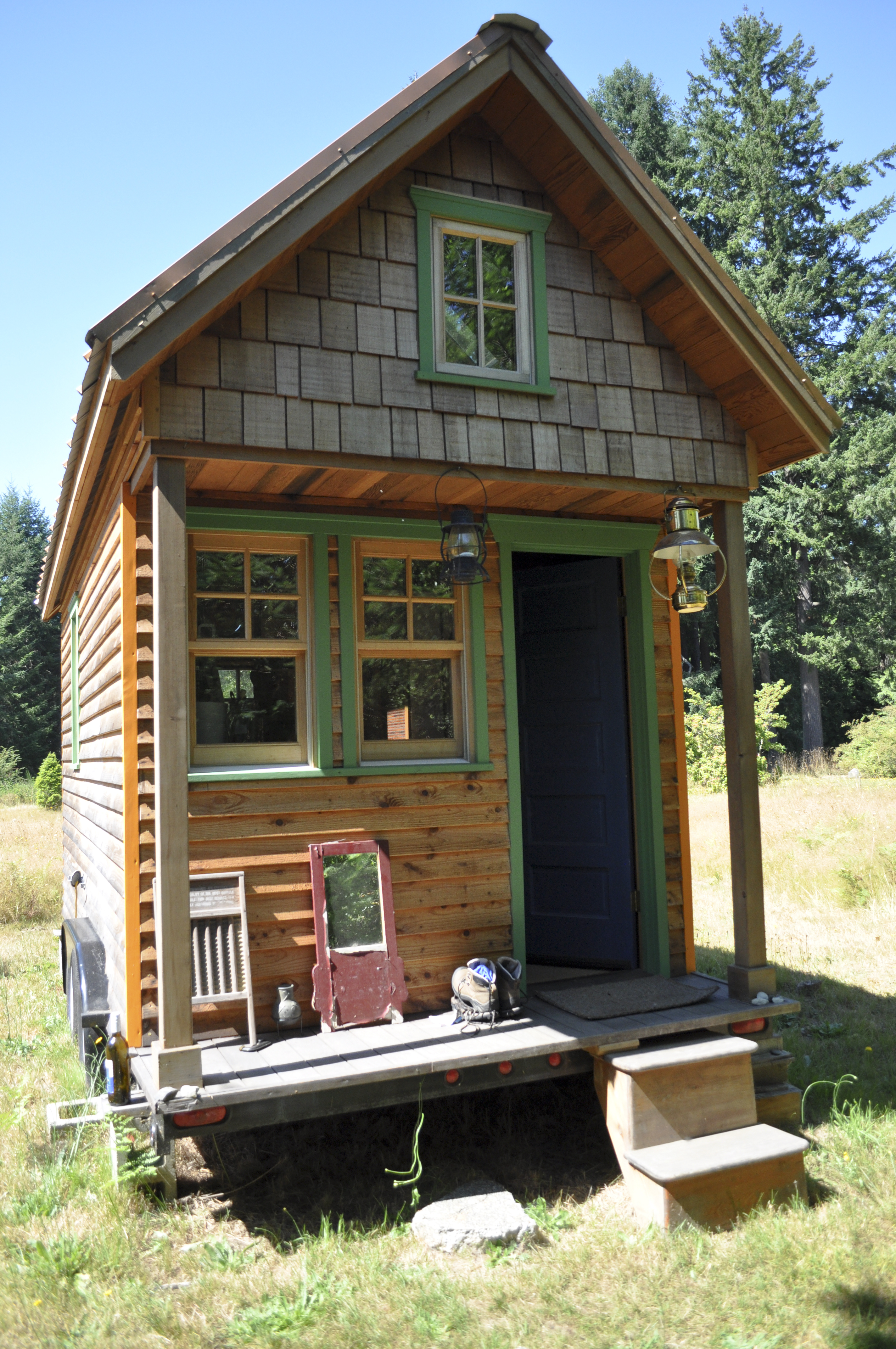
초소형 주택

작은 집 운동(영어: tiny-house movement, small-house movement) 또는 소형 주택 운동(小型住宅運動)은 작은 집에서의 단순한 삶을 지향하는 건축·사회 운동이다.
미국 기준 면적이 400–1,000 ft2 (37–93 m2)인 주택은 소형 주택(小型住宅, small-house), 면적이 400 ft2 (37 m2) 이하인 주택은 초소형 주택(超小型住宅, tiny-house)으로 구분하기도 한다.

## 같이 보기
- 오두막집
- 귀틀집
- 조립식 건물
- 컨테이너 건축
- 단순한 삶
- 유르트